# Amidon
Amidon település az Amerikai Egyesült Államok Észak-Dakota államában, Slope megyében, melynek megyeszékhelye is. Lakosainak száma 24 fő (2020. április 1.).

## Népesség
A település népességének változása:

| 2010 | 20 |
| 2020 | 24 |